# ۳ ذی‌الحجه
۳ ذیحجه، سومین روز از ماه ذیحجه در تقویم هجری قمری است.
در تقویم هجری قمری قراردادی این روز سیصد و بیست و هشتمین روز سال است.

## وقایع
- ورود پیامبر اسلام و اصحاب به مکه در سفر حجة الوداع (۱۰ ق)

## زادگان
- «ابوریحان بیرونی» دانشمند شهیر مسلمان (۳۶۲ ق)
- «خاقانی شروانی» شاعر بزرگ ایرانی (۵۲۰ ق)

## درگذشتگان
- آیت اللَّه «شیخ حسین رشتی نجفی» از مراجع شیعه (۱۳۴۸ ق)
- «حاج ملامحمد هاشم خراسانی» فقیه و مورخ بزرگوار شیعه (۱۳۵۲ ق)